# Günthersleben-Wechmar
Günthersleben-Wechmar – dawna gmina w Niemczech, w kraju związkowym Turyngia, w powiecie Gotha. Do 5 lipca 2018 pełniła funkcję "gminy realizującej" (niem. "erfüllende Gemeinde") dla gminy wiejskiej Schwabhausen. Dzień później została połączona z gminą Drei Gleichen.